# Albină
Albinele (Anthophila) sunt insecte zburătoare care fac parte din suprafamilia Apoidea, (din cadrul subordinului Apocrita, subordin care mai conține viespile și furnicile). Albinele se hrănesc cu nectarul florilor (ca sursă de energie, grație conținutului de zaharuri) și polen (ca sursă de proteine, folosit mai mult la hrănirea larvelor), activitate ce se soldează cu polenizarea florilor și, în unele cazuri, cu producerea mierii și cerii.
Astfel polenul pe care în mod inevitabil îl pierd în deplasarea lor de la o floare la alta este important pentru plante deoarece o parte din polen cade pe pistilul (structura reproductivă) altor flori din aceeași specie, ducând la polenizarea încrucișată. Albinele sunt, de fapt, cele mai importante insecte polenizatoare și interdependența între ele și plante fac din acestea un excelent exemplu al unui tip de simbioză cunoscută sub numele de „mutualism”, o asociere între organisme diferite care este avantajoasă pentru ambele părți.
Pe de altă parte unele specii de albine produc miere din nectar. Albinele de miere și albinele fără ac adună mari cantități de miere, caracteristică ce este exploatată de apicultori, care recoltează mierea pentru consumul uman.
Pentru a crește gradul de conștientizare a importanței polenizatorilor, a amenințărilor cu care se confruntă și a contribuției lor la dezvoltarea durabilă, ONU a desemnat data de 20 mai drept Ziua Mondială a Albinelor.

## Răspândire
Albinele sunt răspândite pe întreg globul, făcând excepție cele mai înalte altitudini, regiunile polare și unele mici insule oceanice. Cea mai mare diversitate de specii de albine se găsește în regiunile calde, aride sau semiaride, America de Sud și Mexic.
Cele mai multe albine au trupul negru cu dungi galbene-verzui, aripile de o culoare gri-semitransparentă, iar capul este negru în totalitate.

## Durata de viață
Durata de viață a albinei lucrătoare, depinde de gradul de uzură ca urmare a activităților intense desfășurate de aceasta (creșterea puietului și activitatea de cules nectar și polen). Astfel albinele eclozate în sezonul activ (din primăvară, martie până vara, în jurul lunii august) trăiesc numai 40 de zile pe când albinele eclozate toamna trăiesc până în primăvara viitoare, când se face schimbul de generații (6-9 luni).
Durata de viață a trântorilor este între două și opt săptămâni și variază în funcție de sezon (activ sau perioadă de repaus) și de zona geografică.
Matca este cea mai longevivă dintre membrii familiei de albine putând trăi până la 8 ani (este însă eficientă economic doar un an-doi, după care trebuie schimbată), este activă pe toată perioada vieții putând depune 1500-2500 și chiar 3000 de ouă în 24 de ore în luna iunie. În această perioadă de pontă intensă regina este atent îngrijită și bine hrănită de albinele din suita sa. În familiile de albine care mor iarna din cauza lipsei hranei, matca este ultima care moare, fiind hrănită cu ultima picătură de miere.

## Specii de albine
Numărul speciilor cunoscute este de aproximativ 20.000 dar, probabil, sunt foarte multe care încă așteaptă să fie descoperite.
Multe specii de albine sunt puțin cunoscute. Cea mai mică albină este cea pitică (Trigona minima) cu lungimea de circa 2,1 mm (5/64"). Cea mai mare albină din lume este Megachile pluto, care poate atinge lungimea de 39 mm (1,5"). Tipurile cel mai comune de albine din emisfera nordică sunt speciile de Halictidae, sau albinele atrase de transpirație, niște albine mici care adesea sunt considerate în mod greșit viespi sau muște. Cea mai cunoscută specie de albine este albina europeană (Apis mellifera).

## Sistematica albinei melifere
Regnul: Animalia (organisme eucariote și pluricelulare cu mod specific predominant de hrănire pe baza regnului vegetal).

Subregnul: Eumetazoa (animale fără coloană și fără sistem osos intern).

Încrengătura: Arthropoda (animale nevertebrate cu picioare articulate)

Subîncrengătura: Mandibulata (artropode cu mandibule).

Clasa: Insecta (artropode cu corpul alcătuit din trei segmente distincte: cap, torace, abdomen).

Subclasa: Pterigota (insecte care prezintă pe segmentele toracice 2 sau 3 perechi de aripi).

Ordinul:Hymenoptera (insecte cu aripi membranoase).

Subordinul: Apocrita (himenoptere la care legătura dintre torace și abdomen se face printr-o porțiune îngustă numită pețiol).

Grupul: Aculeata (insecte cu ac).

Suprafamilia: Apoidea (insecte care-și hrănesc progenitura cu polen și nectar floral).

Familia: Apidae.

Subfamilia: Apinae (insecte constructoare de cuiburi și care prezintă la a III-a pereche de picioare un aparat pentru colectat polen).

Tribul: Apini.

Genul: Apis (albine care trăiesc în familii permanente și monogine - au o singură femelă cu organele reproducătoare dezvoltate capabile să asigure perpetuarea - corpul acoperit cu peri rari și scurți).

Specia:

Dorsata (albina indianii uriașă, clădește un singur fagure prins de stânci sau de ramurile diferitor arbori; este cea mai mare albină; răspândită în India, sudul Chinei, arhipelagul indonezian și Filipine);

Florea (albina indianii pitică, cea mai mică albină cunoscută, clădește un singur fagure foarte mic prins de ramurile copacilor; răspândită în India, Malaezia, Jawa și Borneo);

Cerana (cunoscută și sub numele de albina indiană obișnuită, cuibul este format în cavități și cuprinde mai mulți faguri; răspândită în India, China, Japonia, Indonezia, Jawa, Borneo, Sumatra și Rusia - Extremul Orient);

Mellifera (albina melifera, cea mai cunoscută și cea mai răspândită albină, exploatată de om pentru calitățile sale productive; cuib format în cavități închise, pe mai mulți faguri, cu un număr mare de indivizi. Denumirea speciei, „mellifera” a fost dată de Linne în anul 1758 și schimbată ulterior (1761) în „mellifica”.

## Sexe
Fiecare stup are un grup de albine, numită familie, care au rolul de a îngriji și hrăni regina, puietul și stupul în general. 
O familie de albine se compune din: matcă (regină), albine lucrătoare și trântori.
Matca este unică în cadrul familiei, fiind singura care depune ouăle și din care pot ieși toate tipurile de albine.
Se distinge de restul albinelor prin faptul că are corpul mai lung (20-25 mm), capul mai mic, iar abdomenul alungit și subțire.
Matca se împerechează în primele 6-10 zile de viață și numai în zbor.
Dacă nu s-a împerecheat în 20-30 de zile, din cauza condițiilor nefavorabile de zbor, după circa 40 de zile depune ouă nefecundate din care vor ieși trântori.
Matca părăsește stupul numai atunci când se împerechează sau când familia roiește.
Masculii de albină sunt de un singur fel. Ei au o viață scurtă, nu au responsabilități legate de hrănirea puilor, de colectarea polenului, de îngrijirea sau de apărarea stupului. Din această cauză au fost numiți în popor trântori sau bărbătuși ai albinelor. Totuși rolul lor este foarte important, trântorii fecundează matca, contribuind la perpetuarea speciei. Trântorii mai participă la ventilarea stupului și încălzirea puietului. Toamna când albinele se pregătesc de iernat trântorii sunt izgoniți, cei mai mulți murind de foame sau îngheț, durata vieții trântorilor fiind de 6-8 săptămâni (apar prin lunile mai, iunie și mor în august).
Cel mai mare număr de albine într-un stup îl constituie albinele lucrătoare, numărul acestora într-o familie fiind de 15.000-20.000 primăvara, ca vara să ajungă la 40.000-60.000. Iarna, numărul acestora scade la 20.000-30.000.
Se disting prin dimensiuni mai mici, corpul oval, prevăzut cu ac; organele de înmulțire sunt nedezvoltate.
Albinele lucrătoare realizează munca principală în stup: culeg nectarul și polenul (motiv pentru care sunt dotate cu un fel de rezervoare speciale pe membre), depozitează și prelucrează produsele culesului, hrănesc și îngrijesc puietul, protejează matca și stupul, asigură curățenia și ventilarea stupului. 
Datorită activității intense, durata vieții albinelor este de 27-30 de zile în timpul culesului și de 40-60 de zile primăvara și toamna.
În anotimpurile reci, când nu participă la cules, la hrănirea și îngrijirea puietului, albinele pot trăi până la 7-9 luni.
Albina care a înțepat un om sau un animal moare, deoarece o dată cu acul se rupe și o parte din tubul digestiv.

## Structura corporală
Albinele au antene compuse (aproape la toate speciile) din douăsprezece segmente la femele și treisprezece la masculi. De asemenea au câte două perechi de aripi (perechea anterioară fiind mai mare). Unele caste pot avea aripi mai mici (nefuncționale), dar nici o specie nu este lipsită de aripi.

## Galerie de imagini

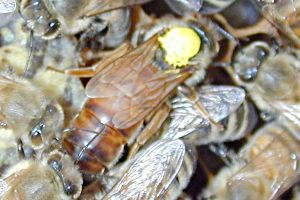
Regină marcată
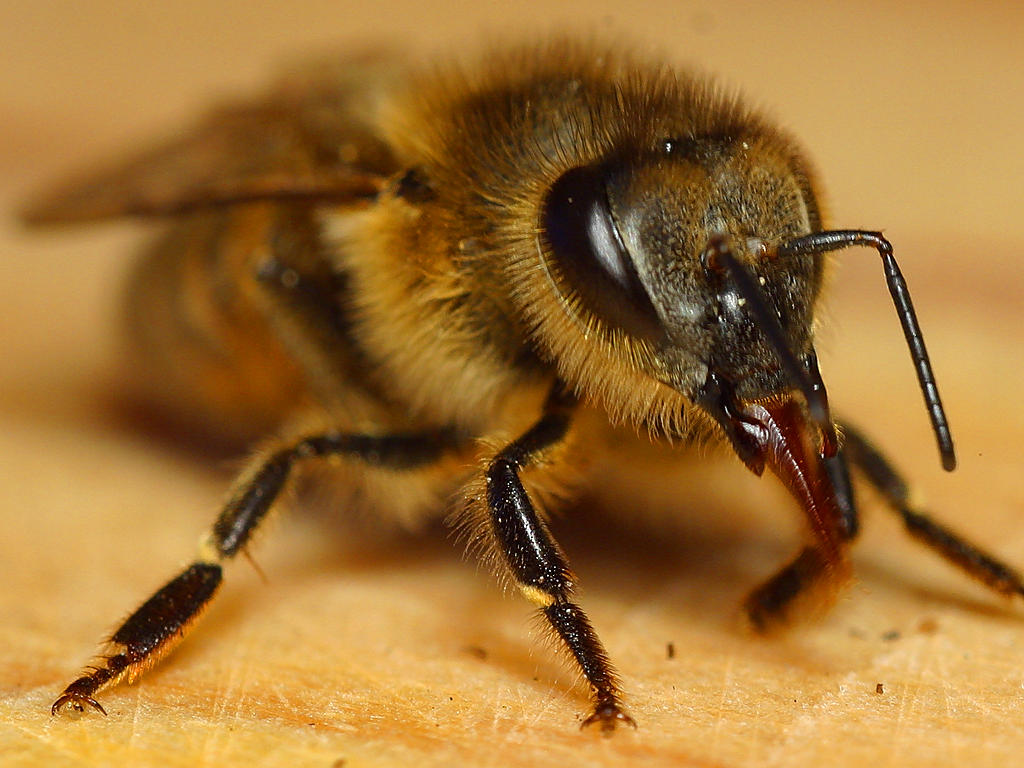
Trompa albinei
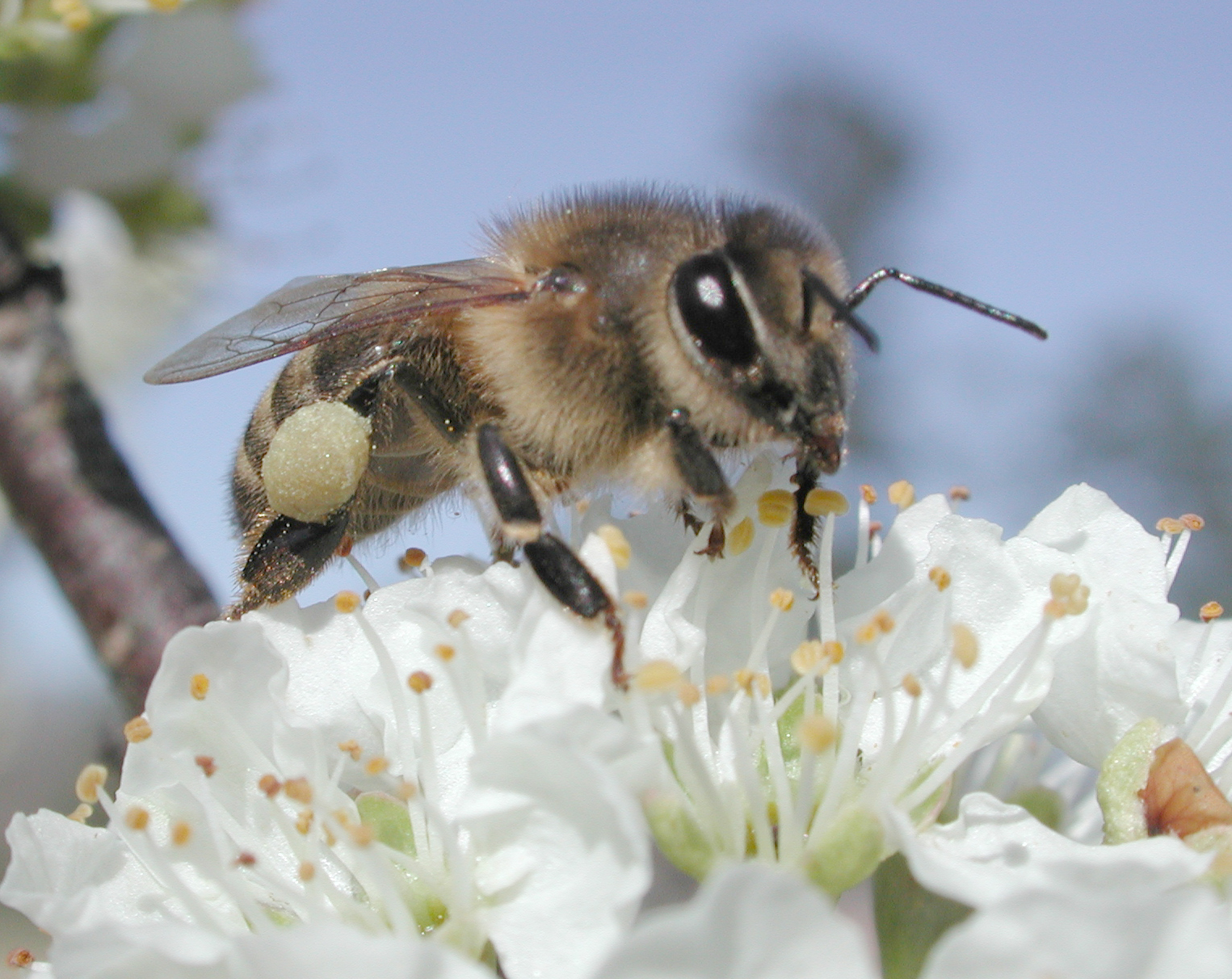
Albină adunând polen
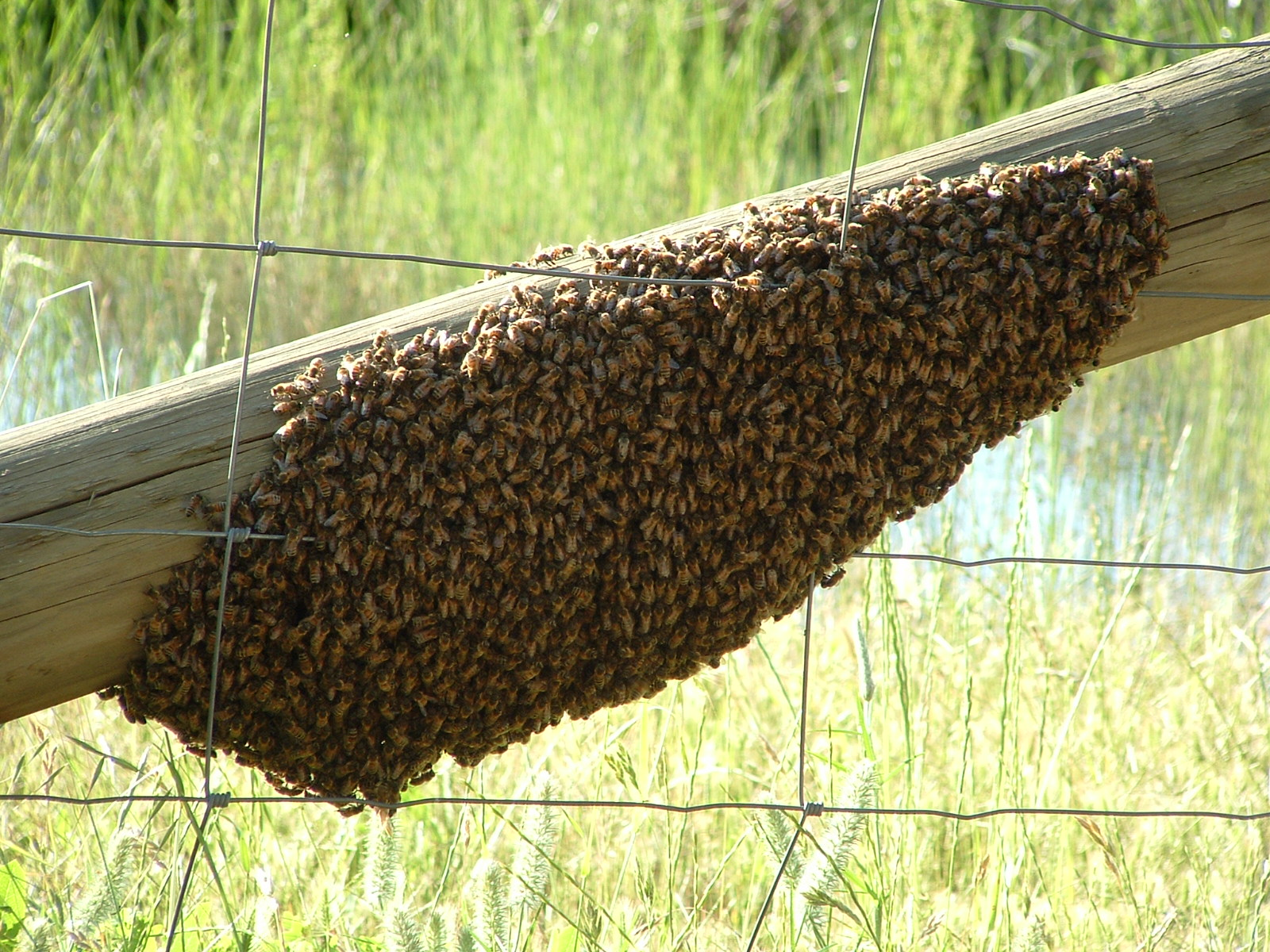
Roi așezat temporar într-un copac
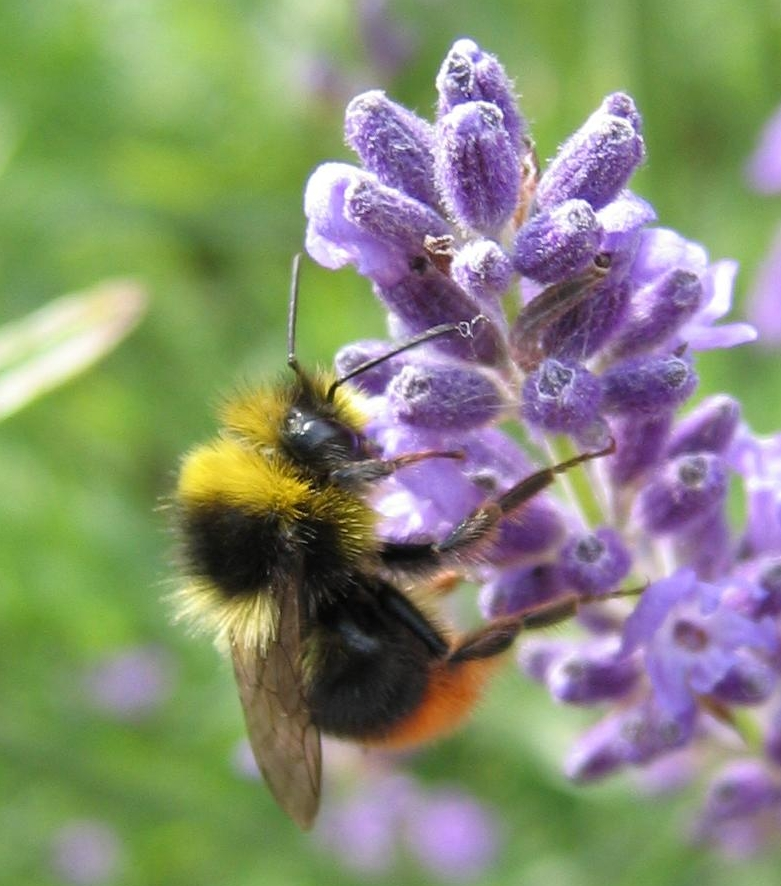
Bondar
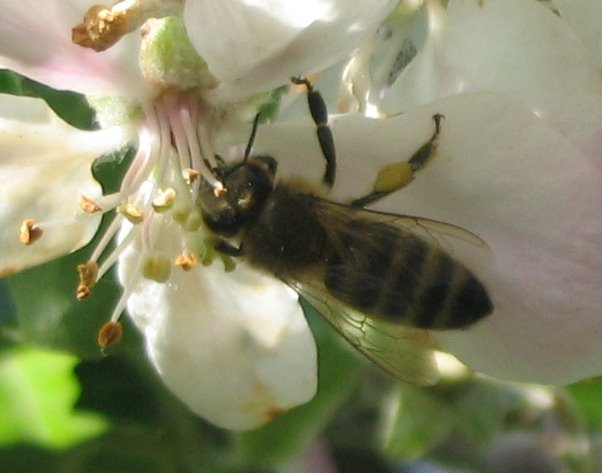
Albină într-o floare de măr
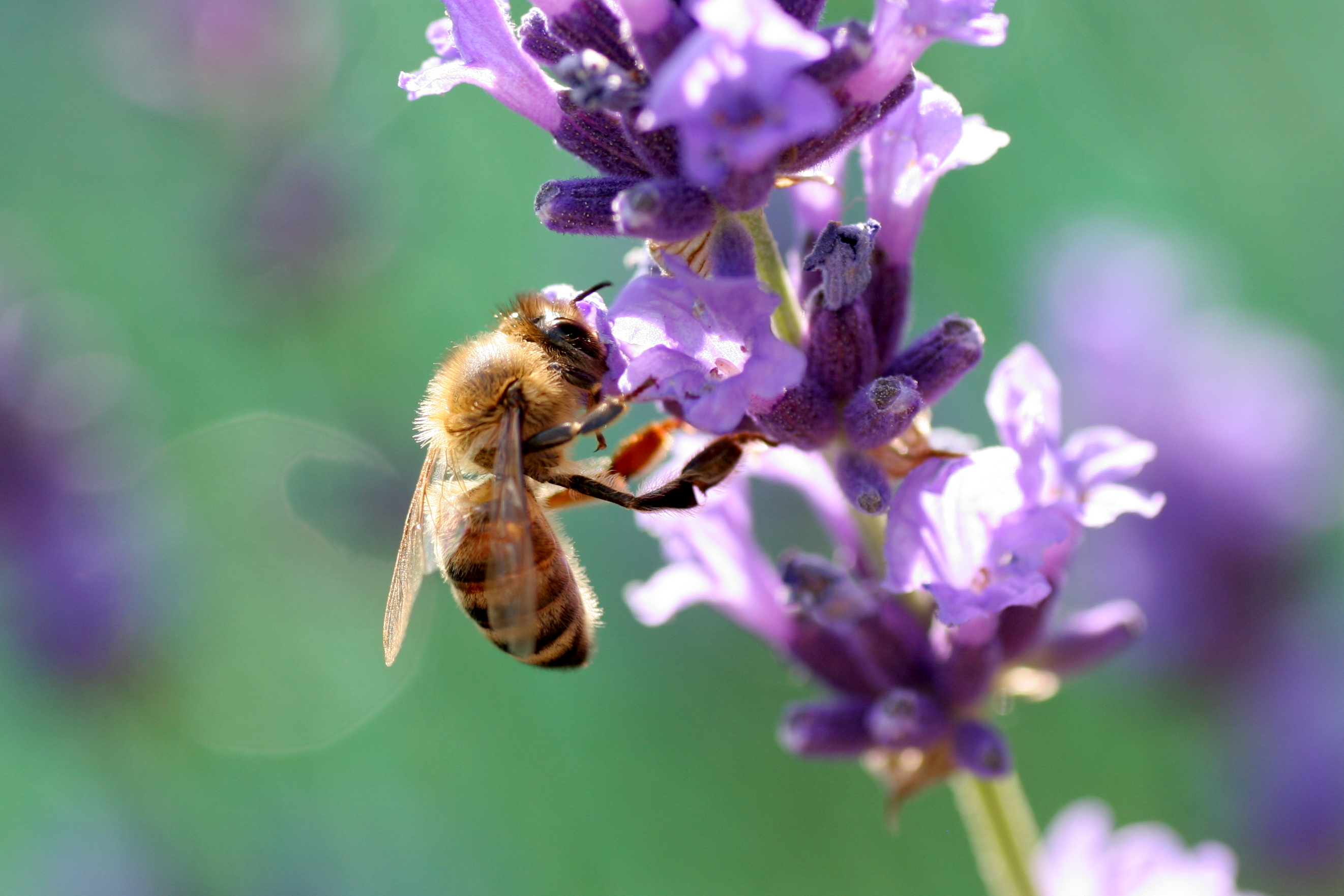
Albină pe o levănțică
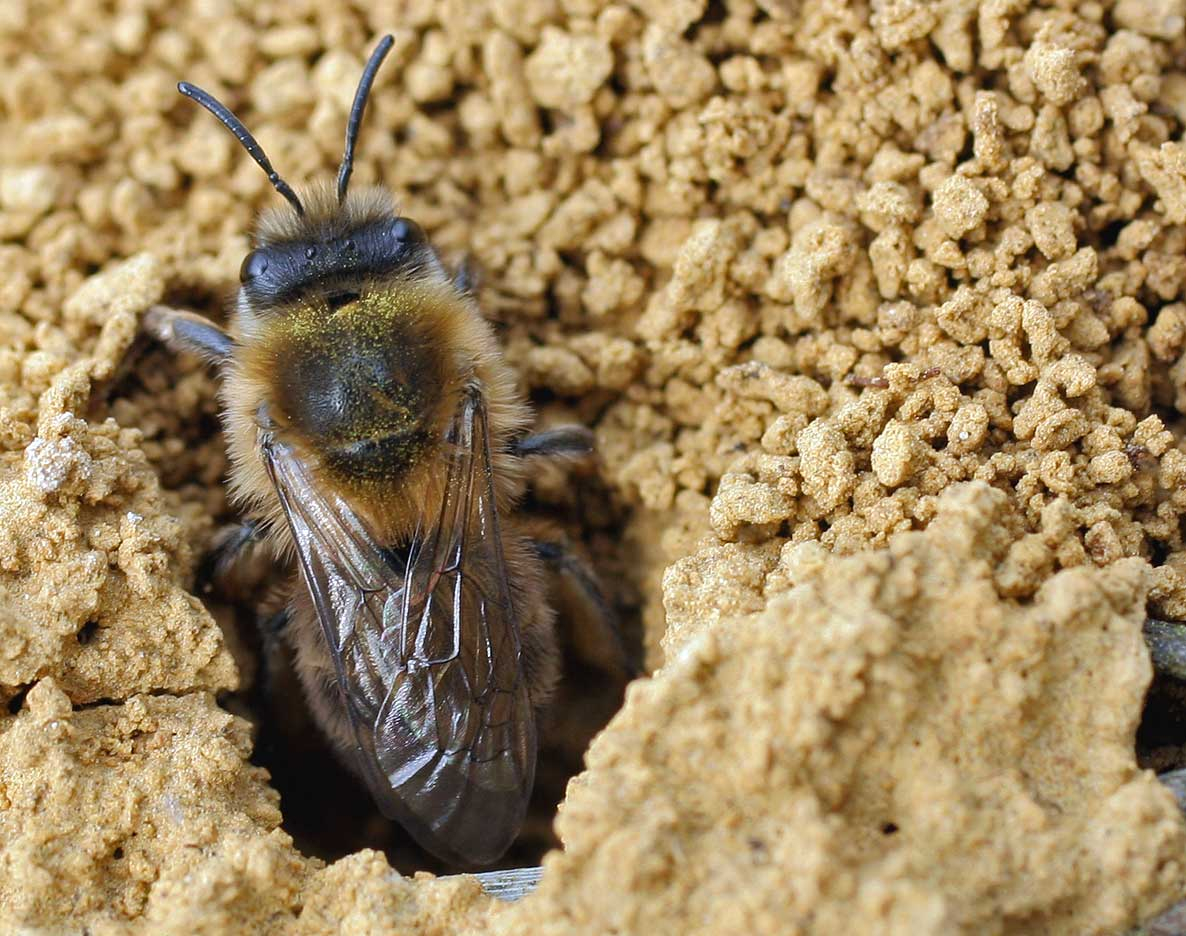
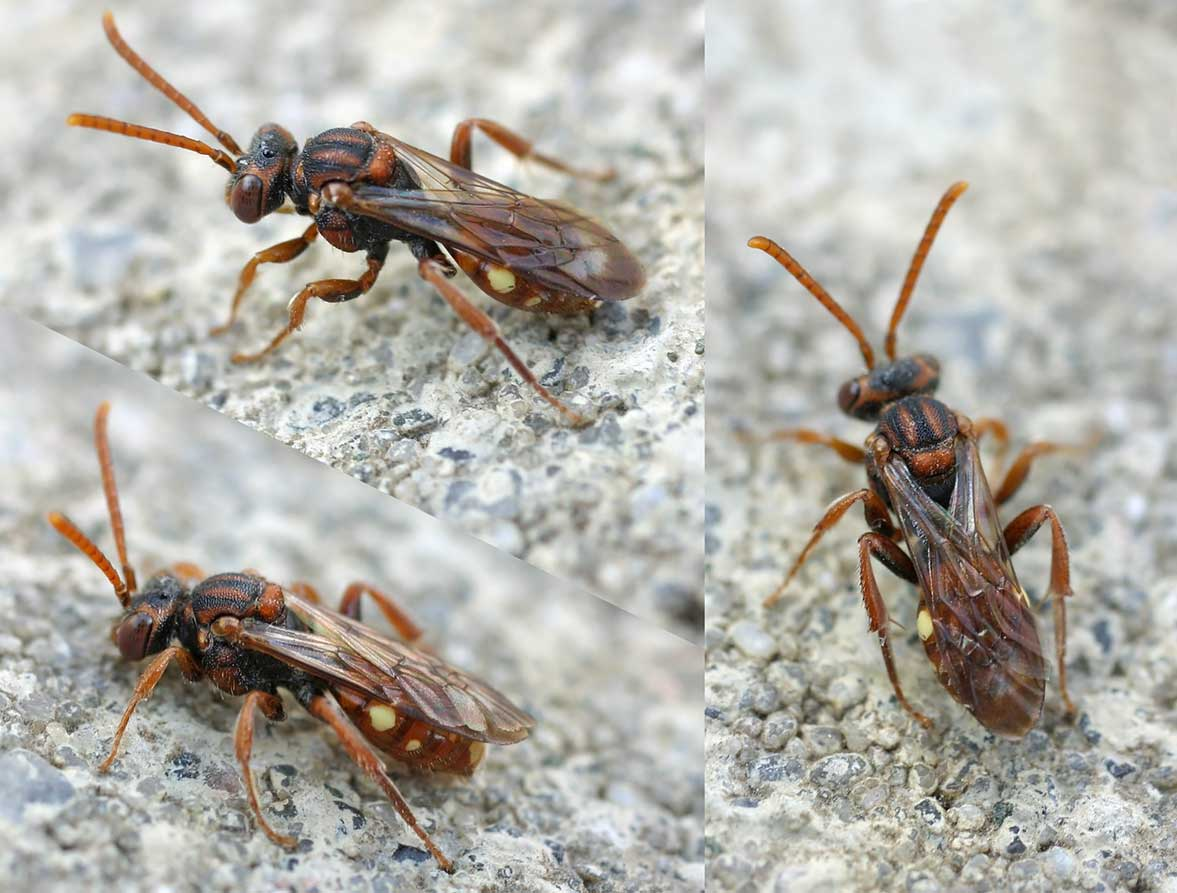
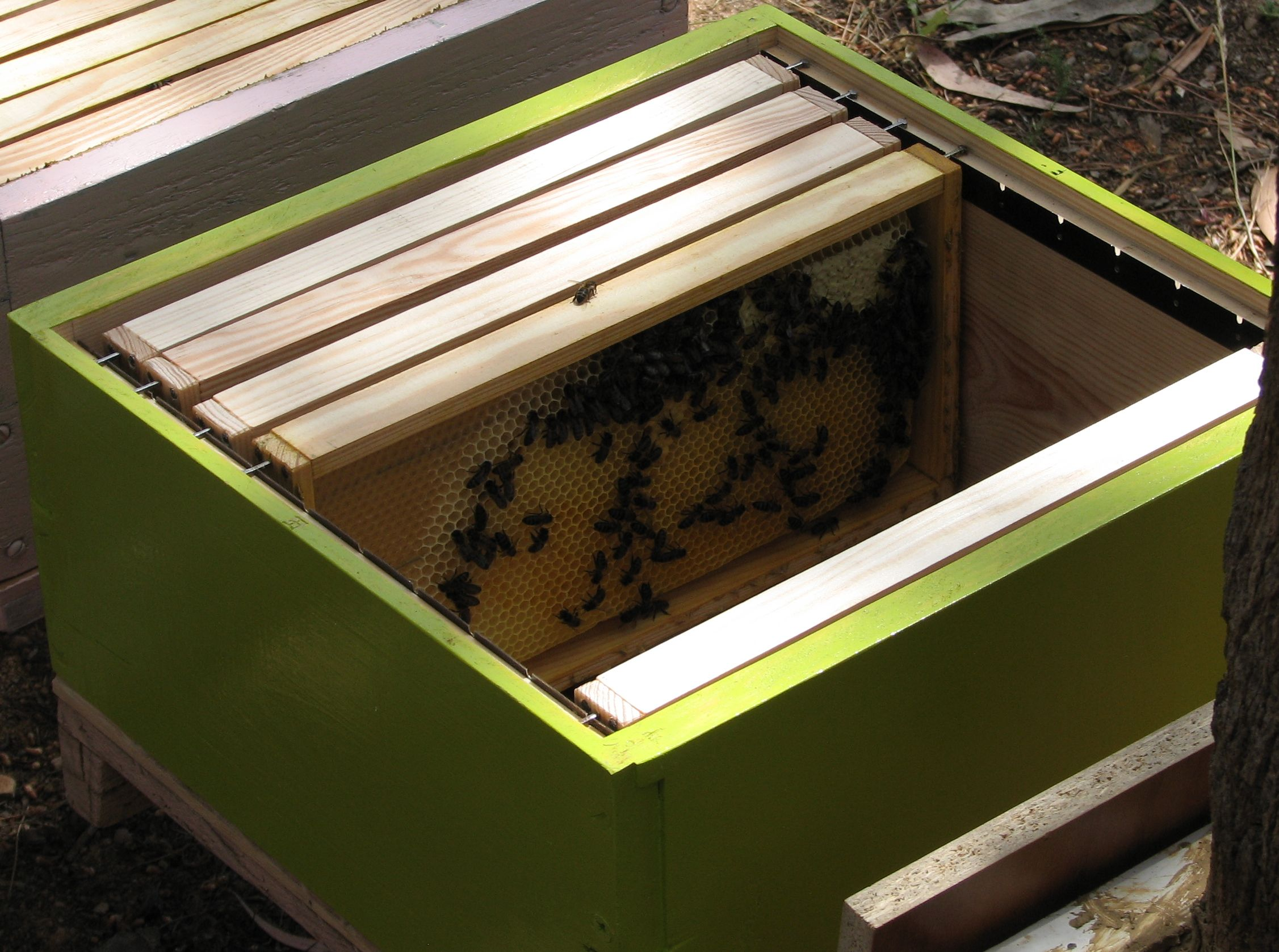
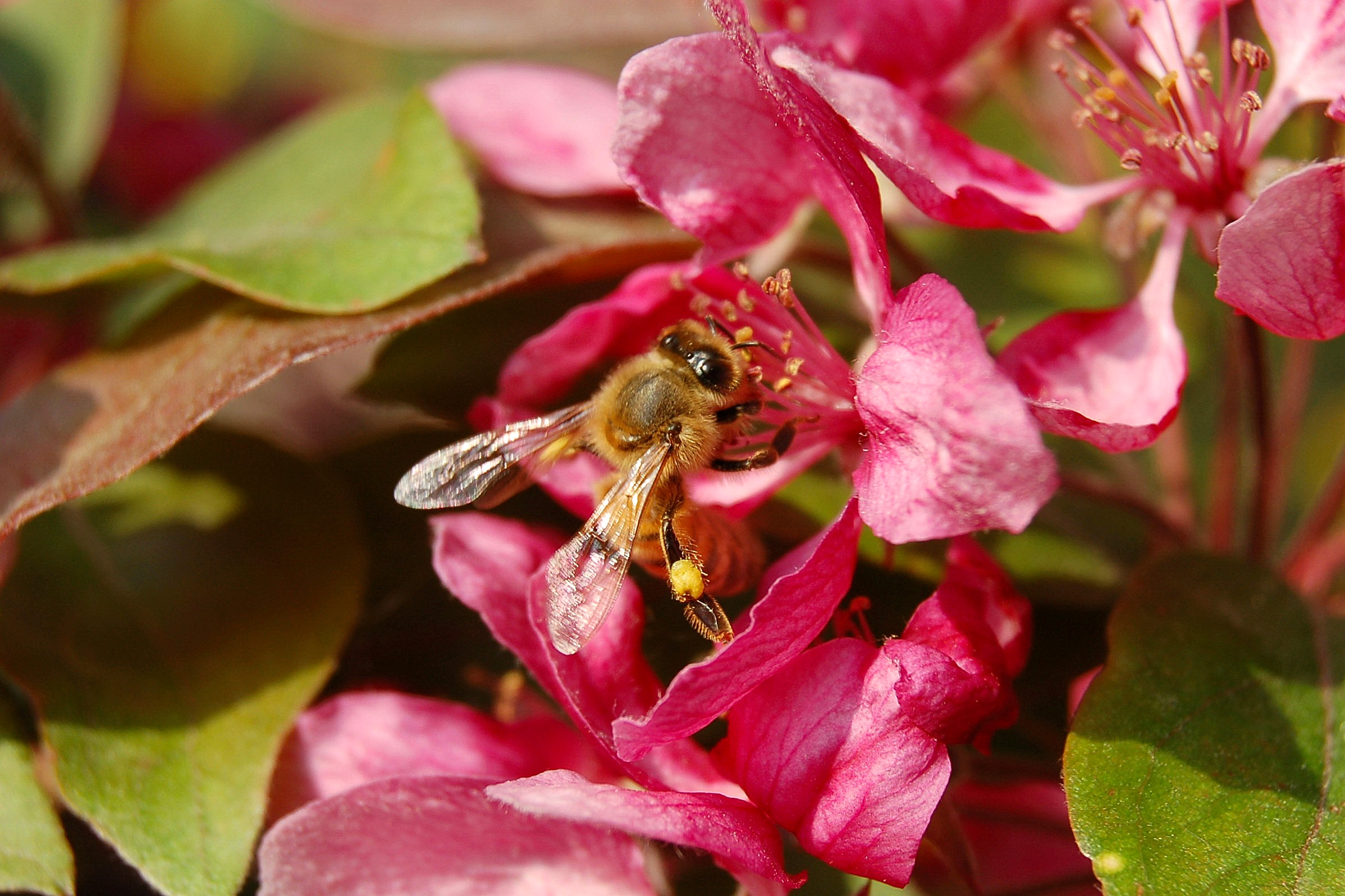
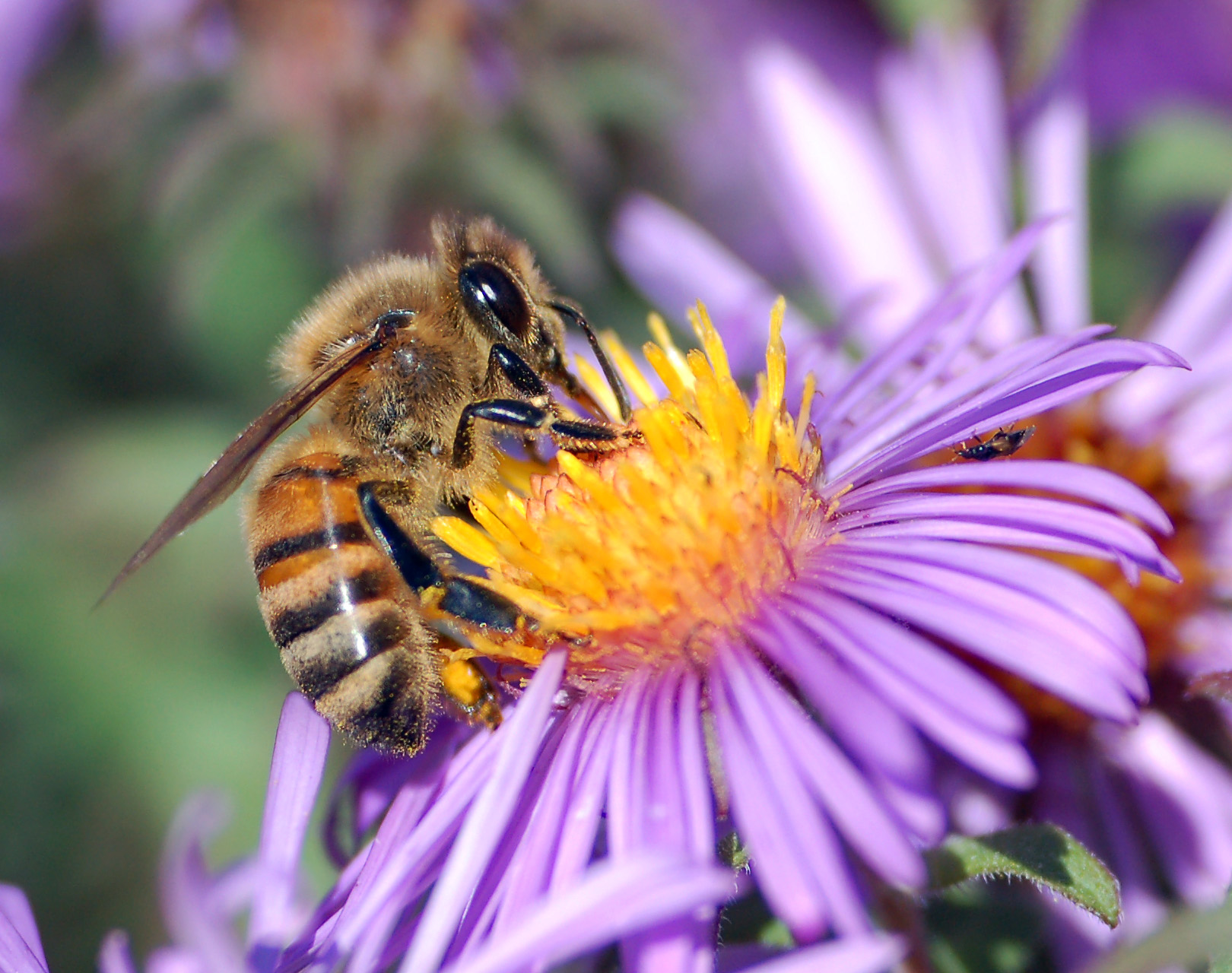
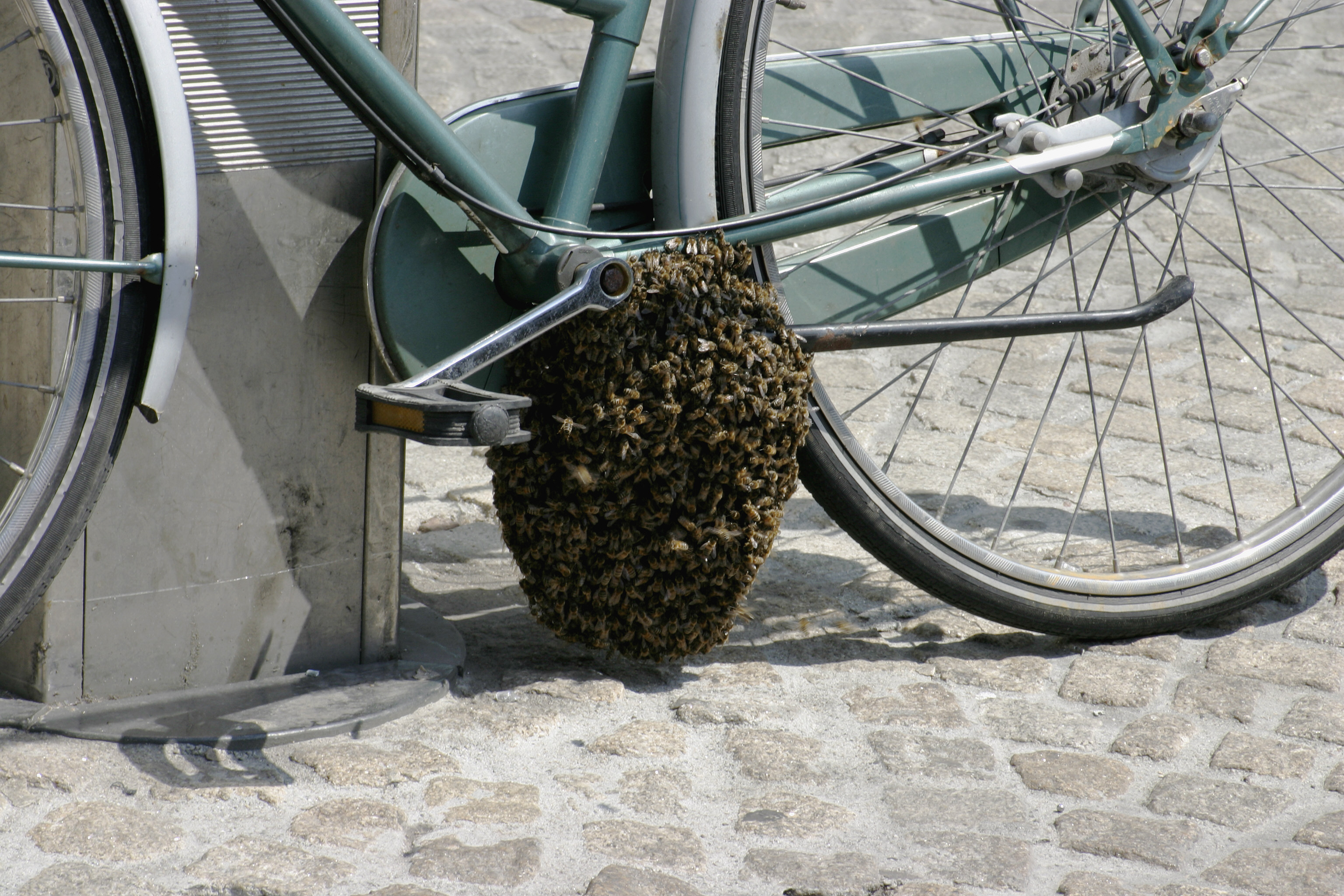
Roi așezat pe o bicicletă
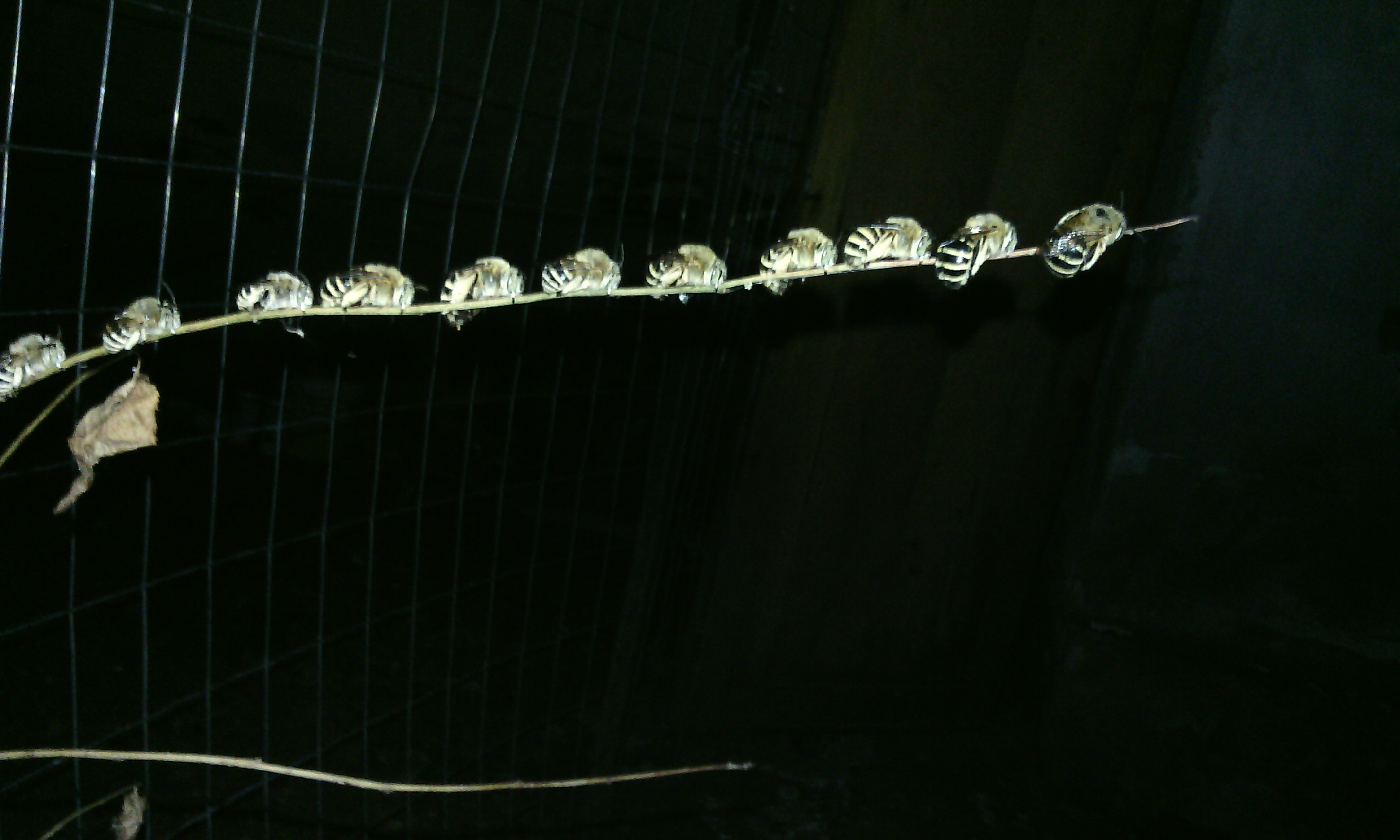
Albine solitare dormind noaptea